# Everton Giovanella
Everton Giovanella (nascut el 13 de setembre de 1970 a Caxias do Sul) és un futbolista hispanobrasiler, ja retirat, que jugava de defensa i migcampista.

## Trajectòria
Després de jugar en clubs modestos del Brasil, el 1993 marxa a Portugal per militar en equips de tall mitjà com el FC Tirsense, el GD Estoril-Praia i l'Os Belenenses, on crida l'atenció dels clubs de la veïna lliga espanyola.
La UD Salamanca el fitxa el 1996 i Giovanella es converteix des de l'inici en un jugador clau del conjunt castellà, tant a Segona com a primera divisió. El 1999 fitxa pel Celta de Vigo, on viu el seu millor moment, jugant a tant a les places altes de la lliga com a competicions europees.
Al desembre de 2004 és apartat del futbol per presumpte dopatge, amb una sanció de dos anys. Al novembre de 2007, va retornar al futbol en actiu a les files del Coruxo FC, un equip de la Tercera Divisió gallega.